# Epifaniekathedraal (Polatsk)
De Theofaniekathedraal (Wit-Russisch: Свята-Богаяўленскі сабор) is een Russisch-orthodox kerkgebouw in de Wit-Russische stad Polatsk. De barokke kerk maakt deel uit van een kloostercomplex en is de huidige kathedraal van het diocees Polatsk. De kerk valt onder het Wit-Russisch exarchaat van het patriarchaat Moskou. Nadat een brand in 1757 het klooster verwoestte begonnen de kloosterlingen in 1761 met de herbouw van de kloostergebouwen en een stenen kathedraal die op 5 augustus 1777 werd ingewijd. De kathedraal is later meerdere malen verbouwd.
Tijdens de Sovjet-periode was de kerk gesloten voor de eredienst en in gebruik als fitnesscentrum. Sinds de jaren 80 huisvestte het gebouw een kunstgalerie. In 1991 werd het gebouw teruggegeven aan de Orthodoxe Kerk. Van het oorspronkelijk interieur zijn enkele 19e-eeuwse fragmenten van fresco's bewaard gebleven.
De plattegrond van de kerk heeft de vorm van een kruis. De centraalbouw wordt bekroond met een achthoekige koepel en de façade van de voorkant wordt geflankeerd door twee torens.